# Bezirk Philippeville
Der Bezirk Philippeville ist einer von drei Verwaltungsbezirken in der belgischen Provinz Namur. Er umfasst eine Fläche von 908,74 km² mit 66.863 Einwohnern (Stand: 1. Januar 2024) in sieben Gemeinden.

## Gemeinden im Bezirk Philippeville
| Gemeinde             | Einwohner 1. Januar 2024 | Fläche km² | Dichte Einw./km² | NIS- Code | Postleitzahl |
| -------------------- | ------------------------ | ---------- | ---------------- | --------- | ------------ |
| Cerfontaine          | 4.991                    | 83,45      | 60               | 93010     | 5630         |
| Couvin               | 13.907                   | 206,93     | 67               | 93014     | 5560         |
| Doische              | 2.952                    | 84,02      | 35               | 93018     | 5680         |
| Florennes            | 11.378                   | 133,55     | 85               | 93022     | 5620–5621    |
| Philippeville        | 9.521                    | 156,71     | 61               | 93056     | 5600         |
| Viroinval            | 5.649                    | 120,90     | 47               | 93090     | 5670         |
| Walcourt             | 18.465                   | 123,18     | 150              | 93088     | 5650–5651    |
| Bezirk Philippeville | 66.863                   | 908,74     | 74               | 93000     | –            |